# Contención
La contención, también llamada contención global, fue una política adoptada por Estados Unidos hacia la Unión Soviética durante los primeros años de la Guerra Fría. El propósito de esta política era derrotar a la Unión Soviética impidiendo la expansión del territorio bajo control de regímenes comunistas y otro tipo de expansión de su influencia.

## Concepto
El concepto de contención surge principalmente de la idea según la cual el aislamiento conduce al estancamiento. El Departamento de Estado estadounidense confiaba en que el resultado de la contención global conduciría a la victoria de la alianza liderada por los Estados Unidos sobre la Unión Soviética y sus aliados.

## Historia
La política de contención fue esbozada primeramente por George F. Kennan en su famoso  Telegrama Largo, pubblicado en 1947 (pero enviado y creado en 1946 (específicamente enviado en febrero de ese año)) en la revista Foreign Affairs bajo el título de Las fuentes del comportamiento soviético y conocido también como el Artículo X, por haber sido firmado con ese seudónimo. 
Kennan sostenía que el objetivo primordial de Estados Unidos debía ser impedir la difusión del comunismo a las naciones no comunistas; es decir, "contener" el comunismo dentro de sus fronteras. La doctrina Truman apuntaba a este objetivo y la contención era uno de sus principios clave. Un corolario de la contención era la teoría del efecto dominó, según la cual permitir que un estado regional iniciara un proceso revolucionario hacia el socialismo amenazaría a toda esa región. 
Después de la guerra de Vietnam Kennan sostuvo que sus ideas habían sido malinterpretadas y que él nunca había promovido la intervención militar sino tan solo el apoyo económico a los aliados.
La contención se convirtió en el principal objetivo de la política de seguridad nacional de Estados Unidos a partir de un discurso pronunciado por el presidente Harry Truman ante el congreso el 12 de marzo de 1947, durante la guerra civil griega (1946-1949), cuando insistió en que si Grecia y Turquía no recibían la ayuda que necesitaban, inevitablemente quedarían bajo la influencia del campo socialista, lo que produciría en la región un efecto dominó.
La primera explosión de un arma nuclear soviética en 1949 incrementó el nivel de alerta y la percepción de inminencia del riesgo soviético.

## Orígenes
Desarrollada durante la era de Stalin, la política de contención derivaba de la creencia de que el comunismo en general, y el sistema soviético en particular, necesitaban establecer economías globalmente controladas por el estado soviético. De otro modo los países capitalistas podrían continuar acumulando y colocando capital, incluyendo capacidad militar, con una eficiencia que no podría ser igualada por las economías planificadas del mundo comunista. Hacia 1968, la doctrina Brézhnev postulaba que cada partido comunista era responsable no solo ante su propio pueblo sino también ante todos los países socialistas y ante todo el movimiento comunista. Una vez que un país ingresaba en la órbita comunista, no se le permitiría dejarla. 
Desde Estados Unidos se percibía esta política como un expansionismo político y económico soviético. La intervención soviética en movimientos políticos del Tercer Mundo, real o inventada, era percibida como la herramienta de expansión, que permitía sin embargo eludir un conflicto directo con Estados Unidos, que podría haber derivado en una guerra nuclear. Así comenzó una etapa de "guerra indirecta" en países en desarrollo de todo el mundo, especialmente en África, Asia, América Central y América del Sur.
Todos los presidentes estadounidenses desde Truman en adelante, tanto republicanos como demócratas, adhirieron a la doctrina de la contención como punto central de la política estadounidense hacia la Unión Soviética, con excepción del presidente Carter, que inicialmente proclamó los derechos humanos como prioridad de su administración.

## Etapa final
La política de contención de Estados Unidos evolucionó hasta convertirse en una oposición por principio a todo desborde de la Unión Soviética fuera de su área de influencia. Sin embargo la política sufrió algunos retrocesos y luego de la retirada estadounidense de Vietnam quedó en cierto sentido desacreditada. Políticos de Estados Unidos postulaban nuevas teorías de détente y coexistencia pacífica. 
Terminados los años setenta, marcada por una particular ineficacia de la política exterior estadounidense, fue elegido Ronald Reagan como presidente para cumplir un mandato que se prolongaría durante ocho años. El equipo de Reagan creía que la détente era errónea y que la coexistencia pacífica conduciría a tolerar el desborde soviético fuera de su área de influencia; es decir, que la contención no había ido suficientemente lejos. En lugar de buscar la contención como meta, Reagan creía que Estados Unidos debía derrotar a los soviéticos por medio de una costosa carrera armamentista que los soviéticos no pudieran seguir. Sus políticas, que fueron altamente controvertidas e impopulares en muchos países, incluían nuevos sistemas misilísticos en Europa y la llamada Iniciativa de Defensa Estratégica (SDI por sus siglas en inglés), popularmente conocida como Guerra de las Galaxias, que inmunizaría a Estados Unidos frente a la hipótesis de un primer golpe nuclear proveniente de la Unión Soviética. Es decir que la contención no era suficiente, sino que era necesario derrotar a la Unión Soviética llevando su economía a la bancarrota.
La Unión Soviética colapsó en 1991. Esto marcó el fin oficial de la política de contención estadounidense, aunque el concepto siguió vigente durante un tiempo respecto de sus bases en áreas cercanas a la antigua Unión Soviética, como las que existían en Islandia, Alemania y Turquía. En 2005 Estados Unidos tenía más de setecientas bases militares de ultramar en todo el mundo. 
En el mundo de la posguerra fría los académicos habían debatido hasta qué punto la contención o alguna de sus variantes sigue animando la diplomacia estadounidense, especialmente respecto de China. En un discurso en la Universidad Sophia, en Tokio, en marzo de 2005, la secretaria de estado Condoleezza Rice rindió tributo a Kennan y su legado intelectual y luego se explayó sobre la lógica de las nuevas alianzas que Washington D. C. construía en Asia, diciendo: "a medida que observamos la vida en China... creo que las relaciones entre Japón y Estados Unidos, entre Corea del Sur y Estados Unidos o entre la India y Estados Unidos son todas importantes para crear un marco en el cual sea más probable que China desempeñe un papel positivo que negativo. Estas alianzas no son contra China; son alianzas orientadas a una seguridad política y económica estable...". El analista estratégico Siddharth Varadarajan sostiene que esta visión de China y sus vecinos es análoga a la contención que Kennan preconizaba respecto de la Unión Soviética.